# CineMasters Award
Der CineMasters Award (bis 2010 ARRI-Zeiss-Preis, bis 2012 ARRI-Preis, bis 2021 ARRI/Osram Award) ist ein Filmpreis, der jährlich seit 2008 beim Filmfest München an den besten ausländischen Film verliehen wird. Er hat derzeit eine Höhe von 50.000 Euro (ursprünglich 30.000 Euro). Die Entscheidung trifft eine dreiköpfige unabhängige Jury. Gestiftet wird der Preis von ARRI, bis 2010 zusammen mit Zeiss, seit 2013 zusammen mit Osram.

## Bisherige Preisträger
- 2008: Gomorrha – Reise in das Reich der Camorra (Gomorrha) (Regie: Matteo Garrone)
- 2009: Una semana solos (Regie: Celina Murga)
- 2010: Mother (Regie: Bong Joon-ho)
- 2011: Le Havre (Regie: Aki Kaurismäki)
- 2012: Die Piroge (La Pirogue) (Regie: Moussa Touré)
- 2013: Heli (Regie: Amat Escalante)
- 2014: Leviathan (Regie: Andrey Zvyagintsev)
- 2015: Horse Money (Regie: Pedro Costa)
- 2016: The Salesman (Regie: Asghar Farhadi)
- 2017: Loveless (Regie: Andrey Zvyagintsev)
- 2018: Shoplifters – Familienbande (Regie: Hirokazu Koreeda)
- 2019: Bacurau (Regie: Kleber Mendonça Filho und Juliano Dornelles)
- 2020: keine Verleihung aufgrund der COVID-19-Pandemie
- 2021: Die Verschwundene (Regie: Dominik Moll)
- 2022: Broker (Regie: Hirokazu Kore-eda)
- 2023: Les filles d’Olfa (Regie: Kaouther Ben Hania)
- 2024: Eine Erklärung für Alles (Regie: Gábor Reisz)
- 2025: Kika (Regie: Alexe Poukine)

## Weblink
- CineMasters Award